# The Giant (Ahab)
The Giant è il terzo album in studio del gruppo funeral doom metal tedesco Ahab, pubblicato nel 2012.

## Tracce
1. Further South – 8:55
2. Aeons Elapse – 12:44
3. Deliverance (Shouting at the Dead) – 7:52
4. Antarctica The Polymorphess – 11:45
5. Fathoms Deep Below – 9:07
6. The Giant – 10:36
7. Time's Like Molten Lead (bonus track) – 11:05
8. Evening Star (bonus track vinile) – 11:35

## Formazione
- Daniel Droste – voce, chitarra, tastiere
- Christian Hector – chitarra
- Stephan Wandernoth – basso
- Cornerlius Althammer – batteria